# Svetvinčenat
Svetvinčenat (italienisch Sanvincenti) ist ein Dorf und ein Stadtbezirk in der Gespanschaft Istrien, Kroatien. Die Gemeinde hat laut Volkszählung 2021 2179 Einwohner.

## Geschichte
Erstmals urkundlich erwähnt wurde Svetvinčenat im 6. Jahrhundert. 

## Persönlichkeiten
- Miroslav Bulešić (1920–1947), kroatischer Geistlicher